# كنيسة سانت أنييس

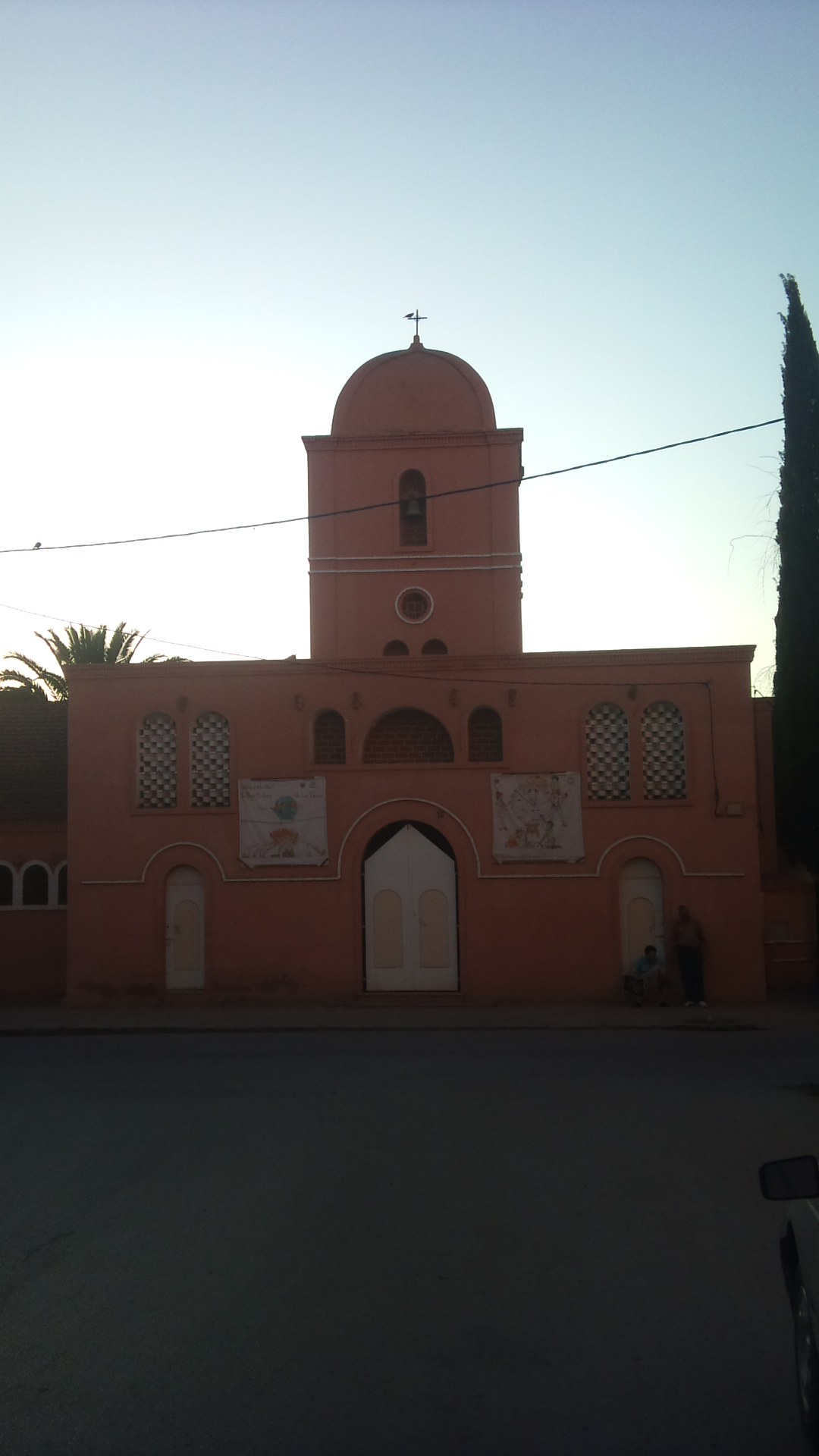
الكنيسة سنة 2011

كنيسة سانت أَنْيِيسْ (بالفرنسية: Saint-Agnès) هي الكنيسة الوحيدة في مدينة بركان بـ مملكة المغربية، بنيت خلال فترة احتلال فرنسا للمدينة، حيث طالب السكان الجدد وهم الفرنسيون المسيحيون من سلطات الاحتلال ببناء كنيسة لهم، الشيء الذي استجابت له فرنسا، ففي سبتمبر 1912 بدأت أشغال بناء الكنيسة، إلا أنها توقفت خلال الحرب العالمية الأولى، حتى وضعت هذه الأخيرة أوزارها وفتحت أبوابها بشكل رسمي شهر يونيو 1920، لكن واجهتها بعض المشاكل التقنية مما أدى إلى إحياء أول قداس لها يوم الأحد 22 يناير 1923.

## اسم
سميت كنيسة سانت أنييس نسبة لروح «القديسة أنييس الرومانية» وهي قديسة عذراء شهيدة ومبجلة في الكنيسة الرومانية الكاثوليكية والكنيسة الأرثوذكسية الشرقية والمجموعة الأنجليكانية واللوثرية، ازدادت حوالي سنة 291 وتوفيت بقطع رأسها في نفس مدينة ولادتها وهي روما حوالي سنة 304، ويحتفل بها في يوم 21 يناير.[بحاجة لمصدر]

## پول ڭراسيلي
پول ڭراسيلي (أو بالفرنسية Paul Grasselli) هو قس وكاتب وشاعر ونحات ورسام فرنسي جاء إلى مدينة بركان ذي 29 من عمره سنة 1920. ختم كتابه الذي أسماه «من كيس إلى درعة» بجملة: «قلبي سيبقى في بركان»، وذلك راجع لتكريس وقته في رسم رسمات كنيسة سانت أنييس ونحته لتماثيلها.
إلا أن پول ڭراسيلي نحت أيضا وجوه مشوهة ما زالت ملتصقة على جدران كنيسة سانت أنييس لأشخاص يعتقد أنهم لم يكونو يدفعون الأموال لإكمال بنائها، فتكون بماثبة لعنة ووصمة عار عليهم لا يزول شؤمها إلا بإعطاء قسط من المساعدة. كان پول ڭراسيلي مؤيدا لفرنسا الفيشية، حيث كان يعتقد أن له أفكارا نازية. الشيء الذي أدى لطرده من مدينة بركان سنة 1949. توفي بضواحي مدينة مارسيليا جنوب فرنسا في 6 أكتوبر 2000 عن عمر يناهز 101 سنة.